# Pyrausta uliginosalis
Pyrausta uliginosalis là một loài bướm đêm trong họ Crambidae.